# 1985 في إندونيسيا

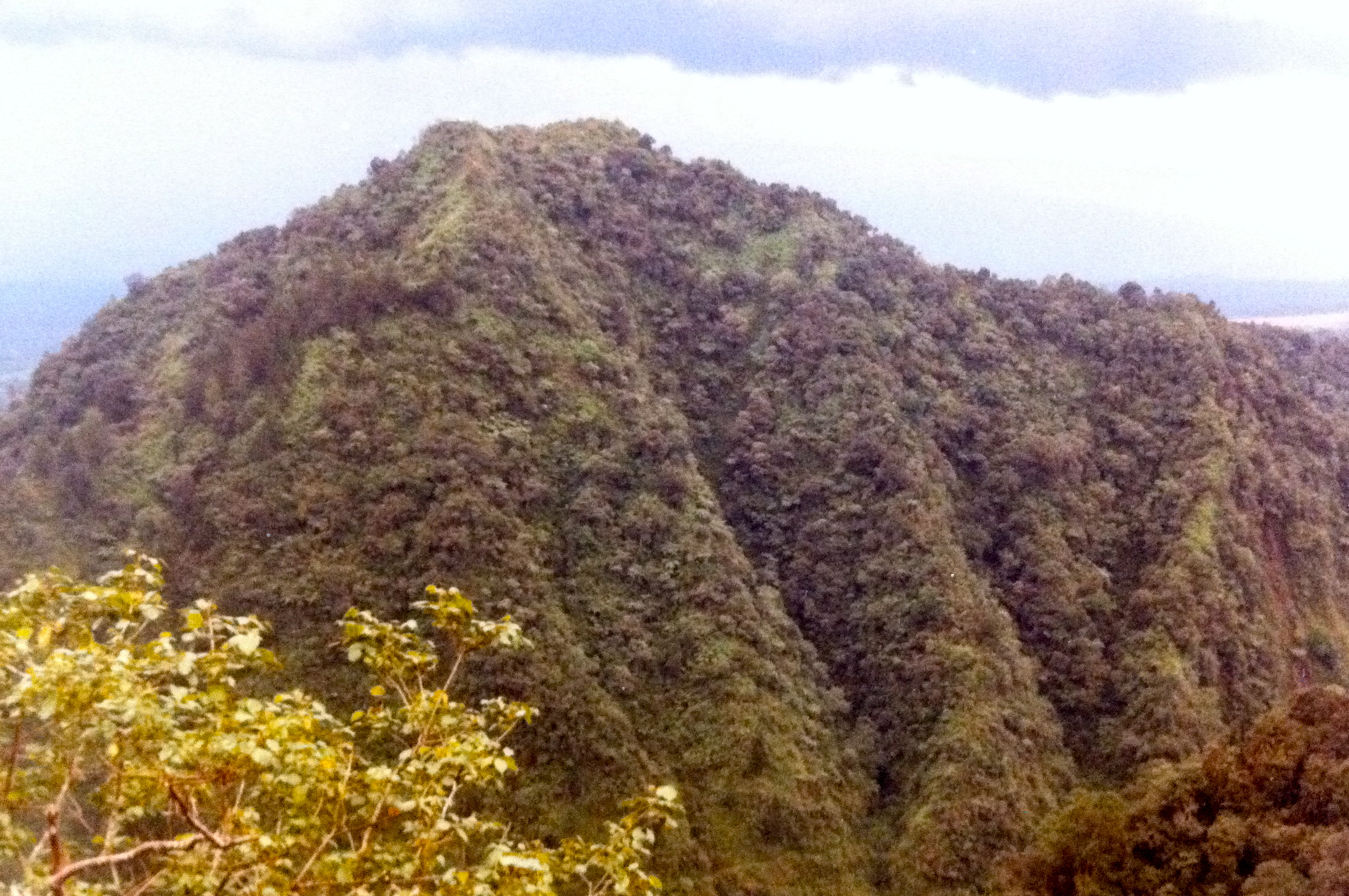
جاوة الوسطى في منتصف ثمانينيات القرن العشرين

فيما يلي قوائم الأحداث التي وقعت خلال عام 1985 في إندونيسيا.

## رياضة
- 1 يناير – بطولة آسيا لألعاب القوى 1985

## مواليد

### فبراير
- 6 فبراير – أريو بايو ممثل إندونيسي.

### أبريل
- 1 أبريل – لان باستيان لاعب كرة قدم إندونيسي.
- 10 أبريل – محمد علي لاعب كرة قدم إندونيسي.
- 12 أبريل – تيفاني ويلفورد لاعبة كرة مضرب أسترالية.
- 19 أبريل – فاضل سايسوس لاعب كرة قدم إندونيسي.

### يونيو
- 5 يونيو – أتيب ريزال لاعب كرة قدم إندونيسي.

### يوليو
- 19 يوليو – يوهانيس تغوي لاعب كرة قدم إندونيسي.

### أغسطس
- 3 أغسطس – ديان آجوس لاعب كرة قدم إندونيسي.

### أكتوبر
- 2 أكتوبر – هاريانو لاعب كرة قدم إندونيسي.

## وفيات

### فبراير
- 5 فبراير – هانس كرون (مواليد 1936)